# Alex Klein
Alex Klein (Porto Alegre, 1964) é um músico oboísta e maestro brasileiro.

## Biografia
Nasceu em Porto Alegre se mudou para Curitiba aos três anos de idade.
Aos 9 anos Klein transcreveu de ouvido a 40ª Sinfonia de Mozart. Desde o fim dos anos 80, desenvolveu carreira nos Estados Unidos, onde ganhou cinco prêmios Grammy entre eles um como intérprete e outro com a Sinfônica de Chicago sob a regência do húngaro Georg Solti.

### Carreira
Seu primeiro prêmio foi aos 18 anos, no Concurso Nacional de Piracicaba. Aos 21 anos, venceu o Concurso Internacional de Oboé de Nova York, o que lhe rendeu apresentação como solista no Carnegie Hall, de Nova York. Depois disso, Klein ainda acumularia prêmios em Praga, Japão e Genebra. Aos 30 anos assumiu o posto de primeiro oboé da Orquestra Sinfônica de Chicago, cargo que ocupou por 9 anos. Em 2004 começou a sentir os sintomas de uma distonia focal, problema que gradualmente o levou a demitir-se do posto.[carece de fontes?]
Klein atua regularmente como maestro, pedagogo e solista de oboé no Brasil, Estados Unidos, França, Japão, China, México, Panamá e Portugal. Sua atuação no meio musical vai desde o ensino básico infantil, da musicalização escolar até concertos memoráveis nas mais importantes salas de concerto do mundo, como o Carnegie Hall (E.U.A.), Berliner Philharmonie (Alemanha), Royal Albert Hall (Inglaterra) e o Bunka Kaikan e Sapporo Concert Hall (Japão).
É detentor de vários prêmios internacionais, e até hoje o único músico brasileiro a conquistar um Prêmio “Grammy” na música erudita, o mais alto prêmio e reconhecimento internacional da música na atualidade e no qual Klein competiu com os mais célebres nomes da música clássica internacional. O intérprete, maestro, pedagogo, diretor artístico e humanista Alex Klein nasceu em Porto Alegre, cresceu em Curitiba e cursou parte de seus estudos universitários em São Paulo. Hoje é Diretor Artístico da Oficina de Música de Curitiba, grande festival de música da América Latina, e Maestro Adjunto do Festival de Música de Saint Berthelemy, nas Antilhas Francesas.
O "Festival de Oboé Alex Klein", realizado anualmente na China, atrai centenas de oboístas participantes de vários países da Ásia. Klein participa regularmente de outros grandes festivais de música internacionais, como o Instrumenta Verano (Puebla, México), Festival de Música do Pacífico (Sapporo, Japão), Festival de Música de Aspen (E.U.A.), Festival de Música de Santa Fé (E.U.A.), Festival Internacional de Música de Santa Maria da Feira (Portugal), o Festival de Instrumentos de Palhetas Duplas do Panamá, e muitos outros.
Klein hoje é convidado a apresentar master classes nas mais renomadas escolas de música do mundo, como a Juilliard School (Nova York, EUA), os Conservatórios Nacionais Superiores de Música (de Paris e Lyon, França) e o Conservatório Central de Música de Pekim, China.
Ganhou vários prêmios internacionais. Klein mantém-se até hoje como o único oboísta a vencer grandes concursos internacionais em ambos os lados do atlântico norte, assegurando uma unanimidade do reconhecimento de seu talento único e capaz de vencer as barreiras impostas pelas diversas escolas nacionalistas de oboé. Em setembro de 1988, foi o primeiro oboísta em três décadas a vencer o Primeiro Prêmio no Concurso internacional de execução musical de Genebra competindo com 84 oboístas das mais renomadas escolas de música do mundo. O prêmio anterior entregue em 1959, teve como vencedor o oboísta suíço Heinz Holliger, considerado um dos maiores oboístas do século XX.
klein recebeu também o prêmio mais alto no 2º. Concurso Internacional de Oboé de Tókio, Japão, o Primeiro Prêmio no Concurso Internacional de Oboé "Fernand Gillet" (E.U.A.), o Prêmio de "Melhor Intérprete de Música Tcheca" no Concurso Internacional Primavera de Praga, na Tchecoslováquia, o Primeiro Prêmio e a especial menção como "Melhor Intérprete de Música Brasileira" no Concurso Nacional de Piracicaba, Brasil, e enquanto ainda era universitário, competiu no Carnegie Recital Hall de Nova York com os melhores jovens profissionais de orquestras sinfônicas estadunidenses para vencer o Primeiro Prêmio no 1o. Concurso Internacional de Oboé de Nova York. Como resultado deste prêmio inédito, aos 21 anos, foi imediatamente convidado a fazer sua estréia como solista orquestral na grande sala do teatro Carnegie Hall, em Nova York. O prêmio máximo em Nova York lançou sua carreira internacional.
Klein também foi vencedor do Concurso Jovens Solistas da Orquestra Sinfônica Estadual de São Paulo OSESP), Concurso Jovens Solistas da Orquestra Sinfônica de Porto Alegre, Concurso Jovens Solistas da Orquestra Jovem Municipal de São Paulo, Concurso Jovens Solistas do Festival de Música de Aspen (E.U.A.) e o Concurso para Solistas Graduandos do Conservatório de Música de Oberlin (E.U.A.).
Alex Klein começou a gravar com 14 anos, e hoje já tem dezenas de obras gravadas como solista, músico de câmara e como membro de orquestras e conjuntos sinfônicos. Suas gravações invariavelmente tem sido sucessos absolutos na crítica e Klein acumula hoje um total de 5 "Grammys" recebidos por várias gravações feitas nos últimos 10 anos.
Apesar de muitos brasileiros já terem sido homenageados por Prêmios Grammy no passado nas áreas de "world music" e "latino", o Grammy de Klein foi o primeiro, e é até hoje o único Prêmio Grammy recebido por um brasileiro na área da música clássica.
Klein também recebeu outros 4 Prêmios Grammy na categoria de "Melhor Gravação Orquestral” como membro da Orquestra Sinfônica de Chicago.
"É sempre um pouco simplório tentar descrever um instrumentista como Klein: ele é um dos poucos gigantes (Yo-Yo Ma é outro) que parecem ter o espírito da música fluindo por suas veias, que tocam como se eles tivessem acesso direto à mesma fonte que inspirou o compositor. É um raro talento, um que é reconhecido instintivamente pelo público (seja este composto por peritos ou novatos), e é sempre um pouco humilhante ouvir.”
De 1995 a 2004 foi o oboísta principal na Orquestra Sinfônica de Chicago.
Em 1988 venceu o primeiro lugar no Concurso internacional de execução musical de Genebra
Em 2006 fundou o FEMUSC - Festival de Música de Santa Catarina, em Jaraguá do Sul, SC, onde permanece até o dia de hoje como Diretor Artístico (www.femusc.com.br).
Em 2002, recebeu o Prêmio Grammy na categoria de "Melhor Solista Instrumental com Orquestra" pela sua gravação do Concerto para Oboé e Pequena Orquestra de Richard Strauss, gravado para a companhia alemã Teldec com a participação da Orquestra Sinfônica de Chicago e seu regente titular Daniel Barenboim.
Em 2001, Klein descobriu-se portador de distonia focal, a condição rara comprometeu os movimentos de sua mão esquerda a ponto de impedi-lo de tocar, assim em 2004, retirou-se da carreira de músico profissional aos 40 anos de idade.
Em 2010 se tornou o noco regente da Orquestra Sinfônica Municipal da cidade de São Paulo.
Em 2012, Klein assumiu o comando da Orquestra Sinfônica da Paraíba (OSPB), concomitante à criação do PRIMA - Programa de Inclusão através da Música e das Artes (www.primaparaiba.com).
Em 2013, assumiu a regência da Orquestra Sinfônica de Ribeirão Preto.

## Premiações
- 1983 - Primeiro lugar e "Melhor Intérprete de Música Brasileira", Concurso Nacional de Piracicaba.
- 1986 - "Melhor Intérprete de Música Tcheca" no Concurso Internacional Primavera de Praga.
- 1986 - Primeiro lugar no Concurso Internacional de Oboé de Nova York.
- 1988 - Primeiro lugar no Concurso internacional de execução musical de Genebra[5]
- 1988 - Segundo lugar no Concurso Internacional de Tokio
- 2002 - Grammy de melhor performance instrumental solo na 44o edição do prêmio.[10]

## Discografia
Discografia pela Cedille Records Chicago:
- Vivaldi Oboe Concertos
- Poetic Inspirations
- Britten & Bliss
- Wind Concertos by Cimarosa, Molique, and Moscheles
- Twentieth Century Oboe Concertos
- Oboe Concertos of the Classical Era